# طرفة بن العبد

شجرة العائلة

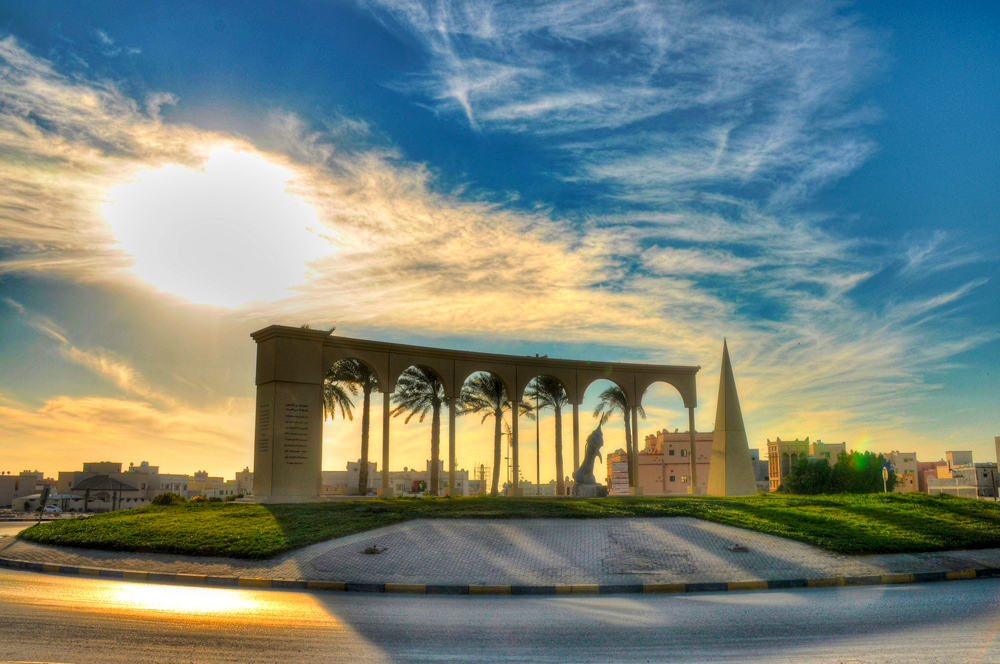
نصب طرفة بن العبد - قرية المالكية

هو طَرَفَة وقيل عَمْروْ وقيل أَيضًا عُبَيْدْ بْنْ اَلْعَبْدِ بْنْ سُفْيَانْ بْنْ سَعْدْ بْنْ مَالِكْ بْنْ ضُبَيْعَة بْنْ قَيْسْ اَلْبَكْرِي المُكنى بأبي عَمْروْ والمعروف بِطَرَفَةِ بن اَلْعَبْدِ، هو شاعر عربي جاهلي من شعراء الطبقة الأولى، من إقليم البحرين التاريخي، وهو مصنف بين شعراء المُعلقات. ولد حوالي سنة 543 من أبوين شريفين وكان له من نسبه العالي ما يحقق له هذه الشاعرية فجده وأبوه وعماه المرقشان وخاله المتلمس كلهم شعراء مات أبوه وهو بعد حدث فكفله أعمامه إلا أنهم أساؤوا تربيته وضيقوا عليه فهضموا حقوق أمه وما كاد طرفة يفتح عينيه على الحياة حتى قذف بذاته في أحضانها يستمتع بملذاتها فلها وسكر ولعب وبذر وأسرف فعاش طفولة مهملة لاهية طريدة راح يضرب في البلاد حتى بلغ أطراف جزيرة العرب ثم عاد إلى قومه يرعى إبل معبد أخيه ثم عاد إلى حياة اللهو بلغ في تجواله بلاط الحيرة واتصل بالملك عمرو بن هند فجعله في ندمائه، ثم أرسله بكتاب إلى المكعبر عامله على البحرين وعُمان يأمره فيه بقتله، لأبيات بلغ الملك أن طرفة هجاه بها، فقتله المكعبر شاباً دون الثلاثين من عمره سنة 569.

## نسبه
هو طرفة وقيل عمرو وقيل ايضًا عُبيد بن العبد بن سفيان بن سعد بن مالك بن ضبيعة بن قيس بن ثعلبة بن عكابة بن صعب بن علي بن بكر بن وائل بن قاسط بن هنب بن أفصى بن دعمي بن جديلة بن أسد بن ربيعة بن نزار بن معدّ بن عدنان.

## حياته
ولد طرفة في قرية المالكية وعاش يتيماً مات أبوه صغيراً فأبى أعمامه أن يقسموا له نصيبه من إرث أبيه وظلموا حقه فنشأ مع أمه في بؤسٍ فعانى طرفة من أعمامه كثيراً ولم يجد دفعاً لظلمهم عنه سوى الانغماس في اللهو الذي أسلمه للإهمال في رعاية ما تبقى للعائلة من إبل، مما أغضب شقيقه معبد منه...ولما قصد ابن عمه شاكياً نهره بقسوة فعاد لقبيلته مجدداً، لكن ذلك لم يدم طويلاً، فقد ضاقت القبيلة بتصرفاته اللاهية فحكمت عليه بالابتعاد عنها، فصوّر ذلك في معلقته بصورة تهكمية، مستمدة من ملامح بيئته الصحراوية، حيث رأى نفسه وكأنه بعير مصاب بالجرب وينبغي إبعاده، بعد تعبيده بالقار علاجاً له، عن بقية القطيع حتى لا تصاب بالعدوى، فكان الشاعر طرفة ذلك البعير المعبّد.. المفرد.
حينها بدأ تجوله في جزيرة العرب محتمياً بهجائه المهذب، دفعاً لغوائل المتربصين بنزقه الملكي، باحثاً عن كنزه المفقود وحكمته المتناسلة من أرحام القوافي. وبين تضاعيف ذلك التطواف نظم تلك المعلقة التي ارتفعت به إلى الصف الأول من شعراء العربية على حداثة سنه وقلة إنتاجه. لكن شعره بما فيه المعلقة التي احتلت سدس ديوانه تقريبا، تميز بذلك الحس الإنساني الفريد من نوعه في جاهلية القصيدة العربية. وأضفت نظراته العميقة للموت والحياة وتصاريفهما فلسفة شعرية قلما انتبه إليها المتقدمون من الشعراء. بلغ طرفة في نهاية رحلة التيه مملكة الحيرة، فنادم مليكها عمرو بن هند، لكن لذة الشاعر الموزعة في مثلث المرأة والفروسية والخمر
كخلاصة لمعنى الحياة أوغرت صدر الملك عليه. فربما هجا الشاعر الملك، أو تباهى عليه بفروسيته، أو شبب بشقيقته فغضب الملك من شاعر النزق الملكي وحكم عليه بالموت. لكنه خشي من مواجهة الشاعر السليط بذلك الحكم القاتل فكتب الملك إلى عامله بالبحرين أن يقتل طرفة فسجنه ثم قتله وهو في نحو السادسة والعشرين من عمره وقد كانت معلقته الذهبية الخالدة قد اكتملت فعلاً. وقد اشترك طرفة في حرب البسوس التي وقعت في نجد بين قبيلتي تغلب وبكر بن وائل وكان معاصراً لملك الحيرة عمرو بن هند وصديقاً لأخيه عمرو بن إمامة. يقال أن عنتر بن شداد قتل طرفة بن العبد.

## موته
توجه طرفة إلى بلاط الحيرة حيث الملك عمرو بن هند، وكان فيه خاله المتلمّس (جرير بن عبد المسيح). وكان طرفة في صباه معجباً بنفسه يتخلّج في مشيته. فمشى تلك المشية مرة بين يديّ الملك عمرو بن هند فنظر إليه نظرة كادت تبتلعه. وكان المتلمّس حاضراً، فلما قاما قال له المتلمّس: «يا طرفة إني أخاف عليك من نظرته إليك». فقال طرفة: «كلا»...
بعدها كتب عمرو بن هند لكل من طرفة والمتلمّس كتاباً إلى المكعبر عامله في البحرين وعمان، وإذ كانا في الطريق بأرض بالقرب من الحيرة، رأيا شيخاً دار بينهما وبينه حديث. ونبّه الشيخ المتلمّس إلى ما قد يكون في الرسالة. ولما لم يكن المتلمّس يعرف القراءة، فقد استدعى غلاماً من أهل الحيرة ليقرأ الرسالة له، فإذا فيها: «باسمك اللهم.. من عمرو بن هند إلى المكعبر.. إذا أتاك كتابي هذا من المتلمّس فاقطع يديه ورجليه وادفنه حياً».
فألقى المتلمّس الصحيفة في النهر، ثم قال لطرفة أن يطّلع على مضمون الرسالة التي يحملها هو أيضاً فلم يفعل، بل سار حتى قدم عامل البحرين ودفع إليه بها. فلما وقف المكعبر على ما جاء في الرسالة أوعز إلى طرفة بالهرب لما كان بينه وبين الشاعر من نسب، فأبى. فحبسه الوالي وكتب إلى عمرو بن هند قائلاً: «ابعث إلى عملك من تريد فإني غير قاتله». فبعث ملك الحيرة رجلاً من تغلب، وجيء بطرفة إليه فقال له: «إني قاتلك لا محالة.. فاختر لنفسك ميتة تهواها».
فقال: «إن كان ولا بدّ أفصدني»...

## من آثاره
ديوان شعر أشهر ما فيه المعلقة... نظمها الشاعر بعدما لقيه من ابن عمه من سوء المعاملة وما لقيه من ذوي قرباه من الاضطهاد في المعلقة ثلاثة أقسام كبرى (1) القسم الغزلي من (1 ـ 10) ـ (2) القسم الوصفي (11 ـ 44) ـ (3) القسم الإخباري (45 ـ 99).
وسبب نظم المعلقة إذا كان نظمها قد تم دفعة واحدة فهو ما لقيه من ابن عمه من تقصير وإيذاء وبخل وأثرة والتواء عن المودة وربما نظمت القصيدة في أوقات متفرقة فوصف الناقة الطويل ينم على أنه وليد التشرد ووصف اللهو والعبث يرجح أنه نظم قبل التشرد وقد يكون عتاب الشاعر لابن عمه قد نظم بعد الخلاف بينه وبين أخيه معبد.

## شهرة المعلقة وقيمتها
بعض النقاد فضلوا معلقة طرفة على جميع الشعر الجاهلي لما فيها من الشعر الإنساني ـ العواطف المتضاربة ـ الآراء في الحياة ـ والموت جمال الوصف ـ براعة التشبيه، وشرح لأحوال نفس شابة وقلب متوثب. ولعل انتمائه إلى منطقة من أكثر الأماكن تحضرا في الجزيرة العربية (إقليم البحرين)، جعل ذلك الشعر الإنساني أكثر بروزاً لديه مقارنة بغيره من شعراء الجاهلية. يتجلى لنا طرفة شاعرا جليلاً من فئة الشبَّان الجاهليين ففي معلقته من الفوائد التاريخية الشيء الكثير كما صورت ناحية واسعة من أخلاق العرب الكريمة وتطلعنا على ما كان للعرب من صناعات وملاحة وأدوات.

## وصلات خارجية
- أطلس المعلّقات.
- بوابة الشعراء: طرفة بن العبد.